# Wola-Wiaderno
Wola-Wiaderno (dawn. Wiaderska Wola, Wola Wiaderska, Wola Wiaderno) – południowo-zachodnia część miasta Tomaszowa Mazowieckiego w województwie łódzkim, w powiecie tomaszowskim. Jest to ulicówka o peryferyjnym położeniu względem centrum miasta, biegnąca wzdłuż ulicy Wola-Wiaderno.

## Historia
Wiaderska Wola to dawna wieś, od 1867 w gminie Golesze w powiecie piotrkowskim w guberni piotrkowskiej. Pod koniec XIX wieku liczyła 116 mieszkańców Od 1919 w woj. łódzkim. Tam 16 września 1933 weszła w skład gromady o nazwie Wiaderno w gminie Golesze, składającej się ze wsi, folwarku i gajówki Wiaderno oraz wsi Wola Wiaderska. 15 grudnia 1937 wieś Wolę Wiaderską wyłączono z gromady Wiaderno, tworząc z niej odrębną gromadę w gminie Golesze
Podczas II wojny światowej Wolę Wiaderno włączono do Generalnego Gubernatorstwa (dystrykt radomski, powiat Petrikau), nadal w gminie Golesze. W 1943 roku liczyła 111 mieszkańców.
Po wojnie ponownie w województwie łódzkim i powiecie piotrkowskim. W związku z reorganizacją administracji wiejskiej jesienią 1954, Wola-Wiaderno weszła w skład nowej gromady Wiaderno, a po jej zniesieniu 1 lipca 1968 – do gromady Golesze.
Od 1 stycznia 1973 w nowo utworzonej gminie Tomaszów Mazowiecki w powiecie piotrkowskim. W latach 1975–1987 miejscowość należała administracyjnie do województwa piotrkowskiego.
1 stycznia 1988 Wolę-Wiaderno (493 ha) włączono do Tomaszowa Mazowieckiego.